# Phrurolithus goodnighti
Phrurolithus goodnighti là một loài nhện trong họ Phrurolithidae.
Loài này thuộc chi Phrurolithus. Phrurolithus goodnighti được miêu tả năm 1945 bởi Muma.